# Pontogeneia cubensis
Pontogeneia cubensis är en svampart som först beskrevs av Har. & Pat., och fick sitt nu gällande namn av Jan Kohlmeyer 1975. Pontogeneia cubensis ingår i släktet Pontogeneia, divisionen sporsäcksvampar och riket svampar.   Inga underarter finns listade i Catalogue of Life.